# Bruce Maslin
Bruce Roger Maslin (Bridgeton, Australia, 3 de mayo de 1946) es un botánico australiano.

## Biografía
Nacido en Bridgetown, Australia Occidental, obtuvo una licenciatura en botánica de la Universidad de Australia Occidental en 1967, y luego fue nombrado como un botánico en el Herbario de Australia Occidental. Al año siguiente, fue reclutado para servir en la guerra de Vietnam, dio tres años de servicio nacional, sirviendo en Vietnam en 1969. En 1970 regresó a su posición en el Herbario de Australia Occidental, sirviendo en esa institución hasta 1987. Durante este tiempo, era el botánico australiano oficial de enlace en 1977 y 1978, editor de Nuytsia en 1981-1983, y actuando como comisario en 1986 y 1987.
En 1987, Maslin fue nombrado Senior Research Scientist, aún dentro del Departamento de Medio Ambiente y Conservación. Permanece en ese puesto hasta la fecha.
Es un especialista en el género Acacia, habiendo publicado alrededor de 250 taxones de Acacia.

## Algunas publicaciones
- 2008. Wattles of the Pilbara. Bush books. Con, Stephen Van Leeuwen. Ed. Department of Environment and Conservation, 72 pp. ISBN	0730755819, ISBN 9780730755814

- 2002. The Conservation and Utilisation Potential of Australian Dryland Acacias: Symposium Held at Dalwallinu, Western Australia, 13-14 July 2001. Conservation Sci. Western Australia 4 (3) Eds. Bruce Roger Maslin, Alexander S. George & Sci. Division, Department of Conservation and Land Management, 191 pp.
- La abreviatura «Maslin» se emplea para indicar a Bruce Maslin como autoridad en la descripción y clasificación científica de los vegetales.[2]